# Voithsiedlung
Die Voithsiedlung ist eine Siedlung in der Stadt Heidenheim an der Brenz.
Sie umfasst das Wohngebiet nördlich der Giengener Straße zwischen Friedrich-Voith-Schule und Einmündung Walther-Wolf-Straße. Im Westen, Norden und Osten wird sie vom Fuß des Siechenbergs begrenzt.

## Familie Voith
Friedrich Voith wurde am 3. Juli 1840 geboren und verstarb am 17. Mai 1913. Er war Besitzer der Firma Voith. Seine erste Ehe war mit Adelheid Hartmann. Sie brachte ein Grundstück im Bereich der heutigen Voithsiedlung in Heidenheim mit in die Ehe. Sie verstarb 1868.
Friedrich Voith heiratete ein zweites Mal. Seine zweite Frau war Helene Crusius (* 19. Juli 1848, † 10. April 1932). 
Nach dem Tod ihres Mannes war sie mit ihren Kindern die Stifterin von 
30.000 Mark zum Bau der Voithsiedlung aus Anlass des 50-jährigen Bestehens der Firma Voith.

## Entstehung der Voithsiedlung
1918 verkündete Oberbürgermeister Jaekle im Gemeinderat, dass die Stiftung der Helene Voith zur bleibenden Erinnerung an Friedrich von Voith für den Bau gesunder Kleinwohnungen verwendet werden solle, in erster Linie für Kriegsteilnehmer und kinderreiche Familien. 1919 entstanden eine Reihe von Häusern als Anfang der Voithsiedlung. Damals nannte man das Gebiet „Hinter dem Stein“. Im Gemeinderat wurde von Architekt Werner der Bebauungsplan für eine mit der Voithstiftung zu schaffende Wohnhaus-Siedlung eingebracht und daraufhin genehmigt. Ca. 1 Monat später wurde der Bau der ersten 7 Häuser beschlossen. In der Zwischenzeit wurden mehr Straßen angelegt. 1926 wurde eine Kirche gebaut. Die Siedlung wuchs stetig. Es wurde z. B. auch ein Altenheim gebaut und eingerichtet, sowie im Jahr 1938 ein Kinderspielplatz (heute Friedrich-Voith-Schule). Jedes Jahr wurden immer mehr Häuser und Wohnungen für die Siedler gebaut und es wurde ebenfalls auf den Wohnkomfort geachtet. Innerhalb von wenigen Jahren waren viele Häuser gebaut und die Siedler und Arbeiter der Firma Voith konnten sie bewohnen. Die Anlage dieser Siedlung wurde 1933 abgeschlossen und umfasste ursprünglich 211 Häuser für die Betriebsangehörigen der Firma Voith.

## Beschlagnahmung der Voithsiedlung
Während des Zweiten Weltkriegs arbeiteten viele Kriegsgefangene, Zwangsarbeiter und Fremdarbeiter in der Industrie und Landwirtschaft. In der westlichen Besatzungszone ging man von etwa 5.846.000 Kriegsgefangenen, Zwangsarbeitern und Fremdarbeitern aus, die durch die westlichen Alliierten befreit wurden. 1945 waren 4.622.000 der betroffenen Menschen repatriiert. Im Winter 1945/1946 stockte die Rückführung der Menschen nach Osten. Es verblieben 1,2 Millionen, und die meisten wollten auch gar nicht mehr in ihre Heimatländer zurückkehren. 66 Prozent der verbleibenden Gefangenen, Zwangsarbeiter und Fremdarbeiter waren polnischer Herkunft. Ein Großteil der Ukrainer wollte ebenfalls nicht zurück. Sie befürchteten in ihren Heimatländern durch die Rote Armee als Kollaborateure verfolgt zu werden. Zudem wurden sie in den Lagern der Alliierten untergebracht, wo für ihre Verpflegung gesorgt wurde. Im Herbst 1945 beschlossen die Amerikaner, dass man die Gefangenen in festen Häusern unterbringen sollte. Dieser Befehl kam von der UNRRA, einer Organisation von 54 Staaten, die am 9. November 1943 gegründet worden war und zuständig für die Rückführung der sogenannten Displaced Persons aus Deutschland war. Dieser Befehl führte zur Beschlagnahmung der Voithsiedlung am 12. Oktober 1945.
Der Internationale Suchdienst weist den 24. Januar 1946 als Eröffnungsdatum dieses Lagers aus und eine weitere Quelle nennt erst August 1946 als Eröffnungsdatum für das 'Voith Settlement'. 
1.300 Menschen waren durch die Beschlagnahmung obdachlos geworden. 90 Prozent der Betroffenen waren Arbeiter. Ungefähr die Hälfte der Menschen fand Unterkunft bei Bekannten und Verwandten. Für die Unterbringung der Voith-Siedler wurden dem Wohnungsamt ca. 130 komplette Wohnungen, 50 Teilwohnungen und 270 Einzelzimmer entzogen. Aus der Arbeitersiedlung wurde nun das DP-Camp 321.
 Die Bewohner der Siedlung erfuhren über die Beschlagnahmung durch Plakate. Auf ihnen wurde die sofortige Räumung der Siedlung verlangt. Auch kranke Personen durften nicht zurückbleiben. Es war nur erlaubt, zwei Koffer pro Person mit persönlichen Gegenständen mitzunehmen. Die Häuser mussten komplett eingerichtet und benutzbar hinterlassen werden. Binnen 48 Stunden sollten 1.500 polnische Juden in der Siedlung einziehen. Die Siedlung wurde vom restlichen Teil der Stadt Heidenheim komplett abgegrenzt. 
Die deutsche Polizei durfte die Siedlung ebenfalls nicht mehr betreten. Somit kam es dazu, dass die Polen z. B. die Möbel oder andere Sachen, die ihnen in den Wohnungen zur Verfügung standen, verkauften oder zerstörten, obwohl die Sachen und Möbel den Eigentümern der Häuser gehörten. Es kam auch zu Geflügeldiebstahl. 1949 wurde die Siedlung an die ehemaligen Eigentümer zurückgegeben, und die meisten Displaced Persons verließen Deutschland.

## StädtebauförderungSoziale Stadt
Anfang der 2000er Jahre wurden in der Voithsiedlung Defizite in der sozialen Infrastruktur und Mängel an vielen Straßen und Gebäuden erkannt. Aus Mitteln des von Bund und Ländern getragenen Programms Stadtteile mit besonderem Entwicklungsbedarf – Soziale Stadt wurden daher zwischen 2005 und 2013 zahlreiche Modernisierungsmaßnahmen finanziert und durchgeführt. Neben der Neugestaltung des Schulhofs der Friedrich-Voith-Schule und des gleichnamigen Platzes umfassten die Investitionen auch die Einrichtung eines Kinderhauses und eines betreuten Jugendtreffs.